# تشيانغ
تشيانغ ؛ تشيانغ زو (الصينية: 羌族 ؛ بينيين: Qiāngzú) هي مجموعة عرقية في الصين، تُشكل واحدة من 56 مجموعة عِرقية مُعترف بها رسمياً من الصين، ويبلغ عدد سكانها حوالي 310,000 في تعداد عام 2000. يعيشون بشكل رئيسي في منطقة جبلية في الجزء الشمالي الغربي من سيتشوان على الحافة الشرقية لهضبة التبت.

## الأسماء
يشير مجموعة تشيانغ الحديثة إلى أنفسهم باسم رما (/ɹmæː/ أو 尔玛، /ɹmɛː/ ، إرما باللغة الصينية) ومع ذلك، لم يُعرِّفوا أنفسهم بالمُصطلح الصيني «عرقية تشيانغ» (الصينية: 羌族) حتى عام 1950، عندما تم تعيينهم رسميًا تشيانغ زو.

## التاريخ

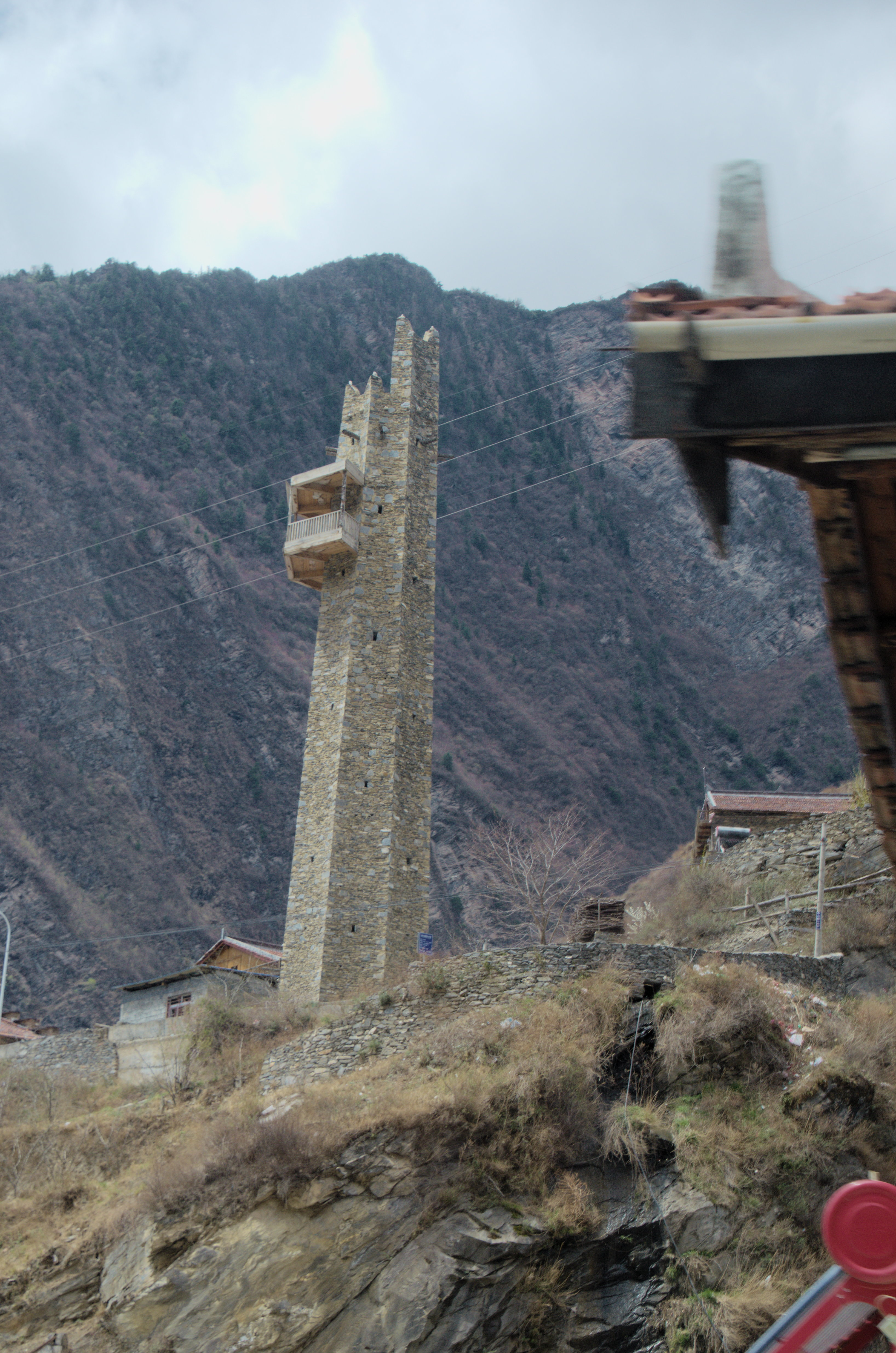
برج تشيانغ للمراقبة

تم ذكر الأشخاص الذين يطلق عليهم «تشيانغ» في النصوص الصينية القديمة منذ 3000 عام عندما ظهروا لأول مرة في نقوش عظم أوراكل. ومع ذلك، تم تطبيق هذا المُصطلح على مجموعة متنوعة من المجموعات التي قد لا تكون مثل مجموعة تشيانغ الحديثة. تمت إزالة العديد من الأشخاص الذين تم تسميتهم سابقًا باسم «تشيانغ» تدريجياً من هذه الفئة في النصوص الصينية حيث تم إعادة تصيينهم أو إعادة تصنيفهم. كانت ترى سلالات مينغ وتشينغ مُصطلح «تشيانغ» يشير فقط إلى الأشخاص من غير الهان الذين يعيشون في أعالي وادي نهر مين ومنطقة بيتشوان، المنطقة التي يشغلها الآن عِرق تشيانغ الحديث. ومع ذلك، تفترض معظم المنح الدراسية الحديثة أن عِرق تشيانغ الحديث ينحدر من شعب تشيانغ التاريخي.
عندما تم تصنيف تشيانغ رسميًا كمجموعة عرقية في عام 1950، كان عددهم 35600 فقط. سعى الكثيرون للحصول على عرقية تشيانغ بسبب سياسة الحكومة لحظر التمييز وكذلك الإعانات الاقتصادية للأقليات القومية. زاد عدد عِرقية تشيانغ بسبب إعادة تصنيف الناس، مما أدى إلى تغيير عِرق أعداد كبيرة من الناس إلى تشيانغ. من عام 1982 إلى عام 1990، غيّر 75600 شخص من الهان عرقهم إلى تشيانغ، ومن 1990 إلى 2000، أصبح 96500 شخصًا من الهان ذو قومية تشيانغه. استعاد 49200 شخص آخر عرق تشيانغ من 1982-1989. في المجموع، أصبح حوالي 200,000 شخص من الهان ذو قومية تشيانغه. نتيجة لذلك، كان هناك 300,000 شخص من تشيانغ اعتبارًا من عام 2010، يعيش 200,000 منهم في سيتشوان، في الغالب بمقاطعة ناوا التبتية وتشيانغ ذاتية الحكم، ومقاطعة بيتشوان تشيانغ ذاتية الحكم وفي مقاطعات ماو ووِنشوان ولي وهاي شوي وسونغ بان.
في 12 مايو 2008، تأثر شعب تشيانغ بشدة بزلزال سيتشوان عام 2008، حيث كان أكثر من 30 ألفًا من القتلى من عرقية تشيانغ (10 في المائة من إجمالي سكان تشيانغ).

## اللغة
يتحدث تشيانغ لغات تشيانغيه المترابطة، وهي عائلة فرعية من لغات تبيتية بورمية. ومع ذلك، فإن لهجات تشيانغ مُختلفة جدًا لدرجة أن التواصل بين مجموعات تشيانغ المُختلفة غالبًا ما يكون في لغة الماندرين. هناك العديد من لهجات تشيانغ. تقليديًا، يتم تقسيمهم إلى مجموعتين، لغة تشيانغ الشمالية والجنوبية، على الرغم من أن مجمع تشيانغ للغات يتكون في الواقع من عدد كبير من اللهجات المستمرة التي لا يمكن تجميعها بسهولة في الشمالية أو الجنوبية. يستخدم نظام التعليم اللغة الصينية الفُصحى إلى حد كبير كوسيلة للتعليم لأهل تشيانغ، ونتيجة للالتحاق العام بالتعليم والتلفزيون، فإن قلة قليلة جدًا من التشيانغ لا يستطيعون التحدث باللغة الصينية، لكن العديد من التشيانغ لا يستطيعون التحدث باللغات تشيانغه الأخرى. 

## التقاليد والثقافة ونمط الحياة

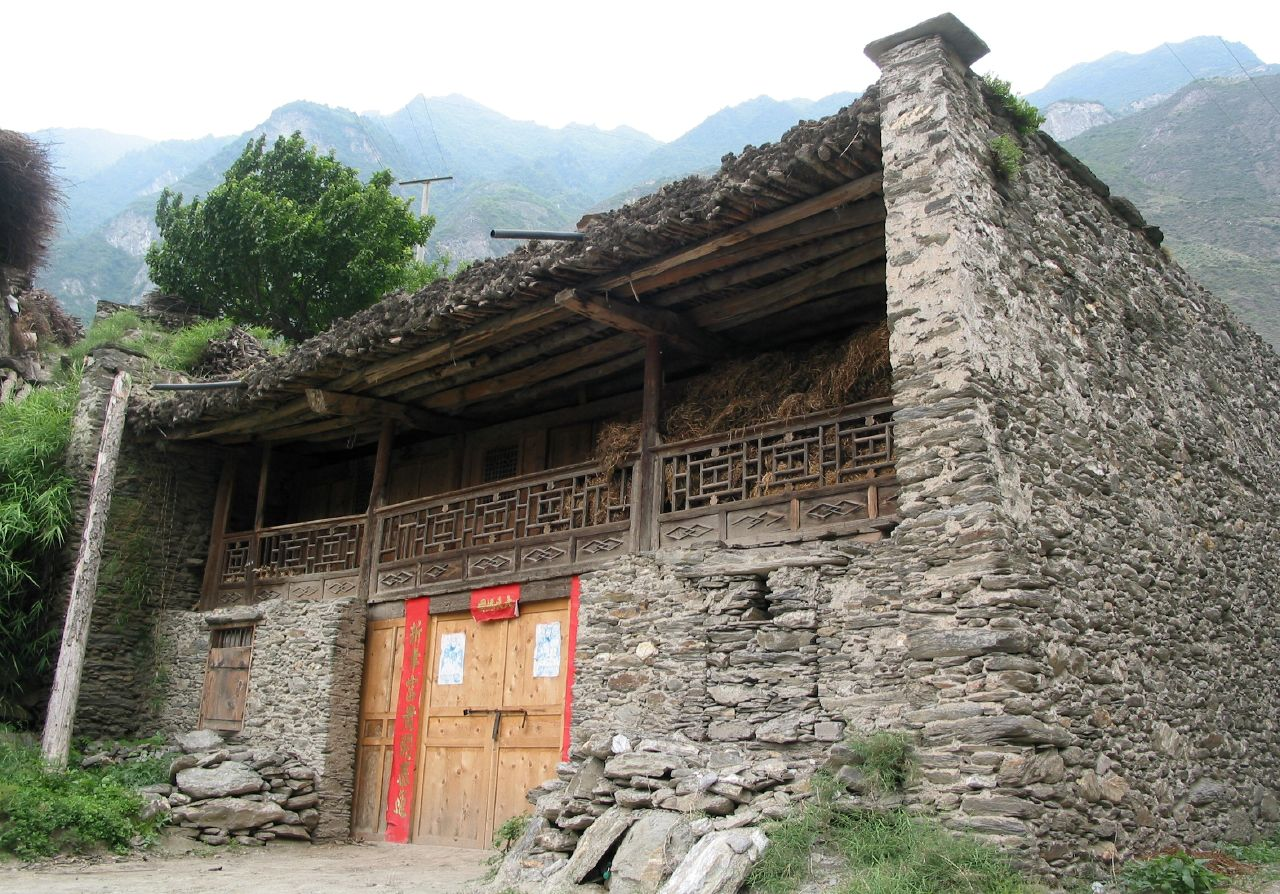
منزل تشيانغ التقليدي في محمية باودينغغو الطبيعية ، ماوكسيان ، سيتشوان.

تقع أراضي تشيانغ بين المناطق المأهولة من قبل الصينيين الهان والتبتيين في التبت التاريخية والصين على التوالي، وتكون منطقة تشيانغ تحت سيطرة كليهما. كان هناك أيضًا قتال داخلي بين قرى مختلفة وأبراج مراقبة ومنازل تشيانغ المبنية بجدران حجرية سميكة ونوافذ وأبواب صغيرة بسبب التهديد المستمر بالهجوم. قد يكون لكل قرية برج حجري واحد أو أكثر في الماضي، ولا تزال أبراج الهيمالايا هذه قائمة في بعض قرى تشيانغ وتظل سمة مميزة في هذه القرى.
يرتدي كل من الرجال والنساء عباءات مصنوعة من القماش الخيش والقطن والحرير مع سترات صوفية بلا أكمام. ترتدي النساء ثيابًا مزينة بأربطة ذات أطواق مزخرفة، تتكون من زخارف فضية على شكل برقوقي. الأحذية ذات رؤوس حادة ومطرزة، كذلك المشدات والأقراط، كما أن خواتم العنق ودبابيس الشعر والشارات الفضية شائعة أيضًا.
يعيش عِرق تشيانغ في منازل حجرية من الجرانيت، وتتكون بشكل عام من طابقين إلى ثلاثة طوابق. الطابق الأول مُخصص لتربية المواشي والدواجن، والطابق الثاني مُخصص للمعيشة، والطابق الثالث مُخصص لتخزين الحبوب. إذا لم يكن الطابق الثالث موجودًا، فسيتم الاحتفاظ بالحبوب في الطابق الأول أو الثاني بدلاً من ذلك. يستطيع شعب تشيانغ الماهر في بناء الطرق والجسور المصنوعة من الخيزران، والبناؤون الآخرون يجيدون حفر الآبار خاصة خلال مواسم الزراعة السيئة، ويقومون بعمل التطريز والرسم بشكل ارتجالي دون أي تصميمات. الأغاني التقليدية متعلقة بموضوعات مثل النبيذ والجبال، مصحوبة بالرقصات وموسيقى الآلات التقليدية مثل الطبول الجلدية.

## الدين

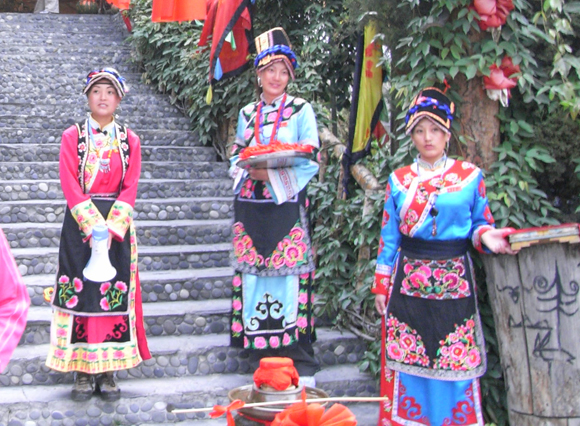
نساء الأقليات تشيانغ

الغالبية العظمى من تشيانغ يلتزمون بدين الواحدية الذي يشتمل على الإيمان بإله السماء الأعلى (موبياسي) ومجموعة متنوعة من آلهة الطبيعة والإنسانية. آخرون يعيشون بالقرب من التبتيين، يتبعون البوذية التبتية. هناك أيضا أقليات صغيرة جداً من المُسلمين.
يعبد شعب تشيانغ خمسة آلهة رئيسية، واثني عشر آلهة أصغر، وبعض آلهة الأشجار، والعديد من الحجارة التي تُمثل للآلهة. يُعبد إله خاص أيضًا في كل قرية، وقد ورد ذكرهم بالاسم في الترانيم المقدسة لكهنة تشيانغ.
موباسي، المعروف أيضًا باسم أبا تشي هو الإله الأعلى للكون، ويستخدم الاسم نفسه أيضًا للإشارة إلى إله سلف ذَكَر وهو أبا سي. في بعض الأماكن، يُعتبر شانوانغ (إله الجبل)، أنه يمثل الإله الأعلى. لقد تبنى شعب تشيانغ أيضًا العديد من ممارسات الطاوية.
بالنسبة لبعض القبائل، يتم وضع الحجارة البيضاء المكرسة، التي يُعتقد أنها مشبعة بقوة الآلهة من خلال طقوس معينة، على قمة الأبراج كرموز لحسن الحظ. تقع هذه الأبراج الحجرية المربعة بشكل تقليدي على حافة قرى تشيانغ وعلى قمة التلال القريبة أيضًا.

### اقتباسات
1. ↑  "中华人民共和国国家统计局　>>　第五次人口普查数据". www.stats.gov.cn. مؤرشف من الأصل في 2018-11-09. اطلع عليه بتاريخ 2019-05-04.
2. 1 2 3 4  LaPolla & Huang (2003).
3. 1 2  Wang Ming-ke. "From the Qiang Barbarians to the Qiang Nationality: The Making of a New Chinese Boundary". مؤرشف من الأصل في 2021-05-16.
4. 1 2  Wen, Maotao (2014). The Creation of the Qiang Ethnicity, its Relation to the Rme People and the Preservation of Rme Language (Master thesis).p. 70. Duke University.
5. ↑  "Qiang, Cimulin" (PDF). مؤرشف من الأصل (PDF) في 2007-09-26.
6. ↑  Mark Magnier and Barbara Demick (21 مايو 2008). "Quake threatens a culture's future". Los Angeles Times. مؤرشف من الأصل في 2018-08-29.
7. ↑  Dooley، Ben (14 مايو 2018). "Nearly wiped out by quake, China's Qiang minority lives on". AFP. مؤرشف من الأصل في 2019-02-22. {{استشهاد ويب}}: تجاهل المحلل الوسيط |بواسطة= لأنه غير معروف، ويقترح استخدام |عبر= (مساعدة)
8. ↑  Concise Encyclopedia of Languages of the World. 2010. ص. 970. مؤرشف من الأصل في 2017-03-21.
9. ↑  Daniel McCrohan (19 أغسطس 2010). "The inside info on China's ancient watchtowers". Lonely Planet. مؤرشف من الأصل في 2013-04-02.